# Alibamu
L’alibamu (també conegut com a alabama) és la llengua ameríndia dels alibamus, parlada per la tribu Alabama-Coushatta de Texas. També va ser parlada per la ciutat tribal Alabama-Quassarte d'Oklahoma, però actualment no hi ha parlants d'alibamu a Oklahoma. És una llengua muskogi i es creu que estava relacionada amb les llengües Muklasa i Tuskegee, que ja no es parlen. L'alibamu està estretament relacionat amb el koasati i l'apalachee, i més llunyanament amb altres llengües muskogi com hitchiti, chickasaw i la llengua choctaw.

## Fonologia

### Consonants
Hi ha catorze fonemes consonants en alibamu:
|            | Labial | Labial | Alveolar | Alveolar | Postalveolar/ Palatal | Velar | Glotal |
| ---------- | ------ | ------ | -------- | -------- | --------------------- | ----- | ------ |
| Nasal      | m      | m      | n        | n        |                       |       |        |
| Oclusiva   | p      | b      | t        | t        | tʃ                    | k     |        |
| Fricativa  | f      | f      | s        | ɬ        |                       |       | h      |
| Aproximant | w      | w      | l        | l        | j                     |       |        |

/s/ és apico-alveolar, [s̺]. Les oclusives sordes /p t k/ són típicament fortis i, a diferència de moltes altres llengües del sud-est no són sonores entre vocals. Totes les consonants poden ser geminades. L'africada post-alveolar /tʃ/ es realitza com a [s] quan es presenta com el primer membre d'un grup de consonants i la geminada es realitza com [ttʃ]. L'única obstruent sonora en Alabama és /b/, que es realitza com a [m] quan es troba en posició de coda (síl·laba final). La geminada /bb/ es realitza com a [mb]. Els dos fonemes nasals esdevenen velars [ŋ] abans de l'oclusiva velar /k/. En posició a final de síl·laba /h/ sovint es realitza com l'allargament de la vocal precedent.

### Vocals
Hi ha tres qualitats vocals, /i o a/. La longitud de la vocal és distintiva. Les vocals es poden nasalitzar en certs contextos morfològics.

### Prosòdia
En alibamu la síl·laba final generalment porta al temps primari excepte en el cas de determinades operacions gramaticals que mouen el temps. També hi ha un sistema d'accent tonal amb dos tons contrastants: d'alt i d'alt que cau. Els dos tons de fonemes tenen diverses realitzacions al·lofòniques diferents en funció de la quantitat vocàlica i consonants veïnes.